# Parafia św. Michała Archanioła w Soli
Parafia św. Michała Archanioła w Soli – parafia rzymskokatolicka w Soli należąca do dekanatu Biłgoraj - Południe diecezji zamojsko-lubaczowskiej. Została utworzona w 1919. Prowadzą ją księża diecezjalni.
Kościół parafialny został wzniesiony w 1872 z rosyjskiego funduszu państwowego przeznaczonego na budowę nowych świątyń unickich, na potrzeby istniejącej od połowy XVII w. greckokatolickiej parafii w Soli, która wcześniej korzystała z cerkwi drewnianej. Po likwidacji unickiej diecezji chełmskiej parafia ta została wcielona do eparchii chełmsko-warszawskiej Rosyjskiego Kościoła Prawosławnego. Po odzyskaniu niepodległości przez Polskę świątynię rekoncyliowano na potrzeby parafii rzymskokatolickiej.
Do parafii należą wierni z miejscowości Ciosmy, kolonia Sól, Ruda-Zagrody, Sól.